# Stolzia
Stolzia es un género que tiene asignada 16 especies de orquídeas, de la tribu Podochileae de la familia (Orchidaceae).

## Taxonomía
El género fue descrito por Rudolf Schlechter y publicado en Botanische Jahrbücher für Systematik, Pflanzengeschichte und Pflanzengeographie 53: 564. 1915.

## Especies
| - Stolzia angustifolia - Stolzia atrorubra - Stolzia christopheri - Stolzia compacta - Stolzia cupuligera - Stolzia diffusa - Stolzia elaidum - Stolzia grandiflora | - Stolzia leedalii - Stolzia moniliformis - Stolzia nyassana - Stolzia oligantha - Stolzia peperomioides - Stolzia repens - Stolzia viridis - Stolzia williamsonii |